# آلن بوغوسیان
آلن بوغوسیان (فرانسوی: Alain Boghossian‎؛ ارمنی: Ալեն Պողոսյան؛ زاده ۲۷ اکتبر ۱۹۷۰ در دینی-له-بن) یک بازیکن فوتبال ارمنی-فرانسوی است. بوغوسیان در پست هافبک بازی می‌کرد.

## باشگاهی
این بازیکن سابقه بازی در تیم‌های باشگاهی المپیک مارسی، ناپولی، سمپدوریا، پارما و اسپانیول را نیز در کارنامه دارد.

## تیم ملی
او همچنین در تیم ملی فوتبال فرانسه بازی کرده‌است.